# Уивер, Джонатан
Джонатан Уивер (англ. Jonathan Weaver, родился 1 января 1974 в Сандерленде) — британский хоккеист, защитник «Телфорд Тайгерс». Капитан сборной Великобритании.

## Карьера

### Клубная
За свою профессиональную карьеру выступал за следующие команды из Великобритании: «Дарем Уоспс», «Ньюкасл Джестерс», «Манчестер Шторм», «Эр Скоттиш Иглз», «Халл Тандер», «Файф Флаерс», «Ньюкасл Вайперс» и «Ковентри Блэйз». В числе клубов также значатся американские полупрофессиональные клубы «Миссисипи Си Вулвз» и «Детройт Вайперз».

### В сборной
С 1995 по 1997 годы выступал за сборную Великобритании до 21 года. С 1999 года числится в составе национальной сборной. Принимал участие в турнирах чемпионата мира 1999, 2001, 2002, 2003, 2005, 2007, 2008, 2009, 2010 и 2011.

## Титулы
- Чемпион Британской хоккейной суперлиги (1998/1999)
- Чемпион БЭХЛ (2008, 2010).
- Обладатель Алан Уикс Трофи (2006—2010).
- Обладатель Autumn Cup (1994, 1995).
- Обладатель Express Cup (2001/2002).
- Обладатель Findus Cup (2003/2004).